# 雕具座β
雕具座β，又名CD-37 1867，HD 29992、SAO 195239、HR 1503，是雕具座的一颗恒星，视星等为5.05，位于銀經239.92，銀緯-40.91，其B1900.0坐标为赤經4h 38m 31.2s，赤緯-37° -40.91′ 22″。